# Mistrzostwa świata w szachach 2000

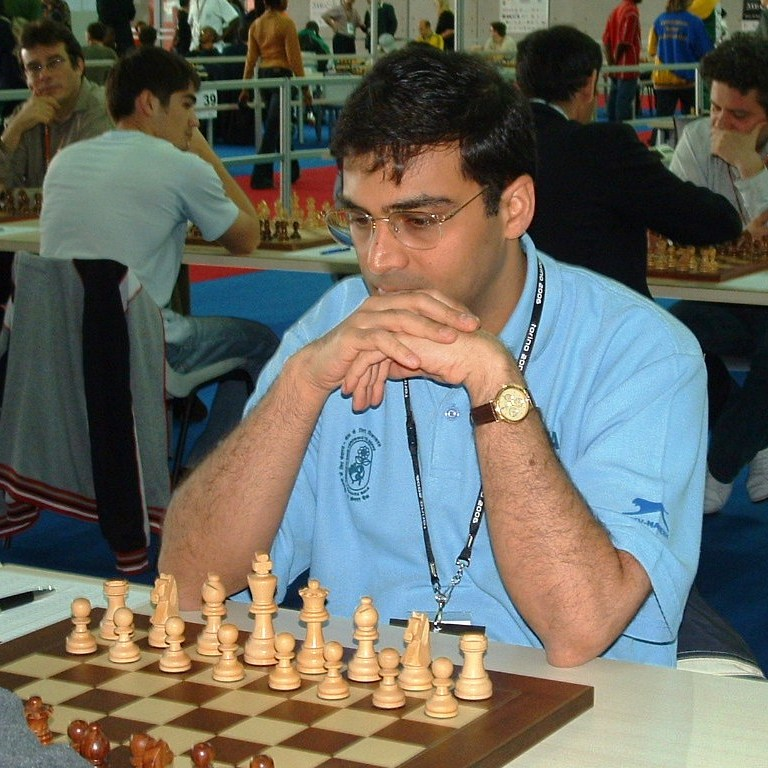
Mistrz świata FIDE 2000, Viswanathan Anand

Mistrzostwa świata w szachach 2000 odbyły się w dniach od 26 listopada do 28 grudnia 2000 roku. Pierwsze sześć rund turnieju rozegrano w New Delhi, natomiast finał – w Teheranie. Był to trzeci z pięciu turniejów o mistrzostwo świata FIDE rozegranych systemem pucharowym.

## Przebieg mistrzostw
W turnieju uczestniczyło 100 zawodników (w tym 9 z rankingiem powyżej 2700 punktów), którzy rozegrali 7 rund systemem pucharowym. W I rundzie rozegrano 36 meczów, natomiast od rundy II do zwycięzców spotkań z rundy I dołączyło 28 zawodników (27 posiadających najwyższy ranking i Rumun Nisipeanu jako półfinalista poprzednich mistrzostw z Las Vegas), którzy kolejne rundy rozegrali według klasycznej drabinki turniejowej. Spośród zawodników klasyfikowanych w pierwszej dziesiątce na świecie w dniu 1 lipca 2000 w turnieju nie wystąpili Garri Kasparow (nr 1) oraz Władimir Kramnik (nr 2).
Zasady rozgrywania poszczególnych rund były takie same jak w roku 1999. Zawodnicy rozgrywali ze sobą po dwie partie klasyczne (w półfinałach po 4, a w finale – 6), następnie – w przypadku wyniku remisowego – pojedynek dwupartiowy tempem przyspieszonym (25 minut namysłu na rozegranie całej partii), po nim zaś – w razie konieczności – jeszcze jeden (tym razem zawodnicy mieli 15 minut namysłu). Jeśli po tych partiach wynik wciąż był remisowy, rozgrywano serię błyskawicznych partii, w których białe miały cztery, a czarne pięć minut czasu namysłu. Ta część dogrywki trwała aż do uzyskania pierwszego zwycięstwa.
W początkowych rundach zanotowano kilka niespodzianek, m.in. w II rundzie odpadli Wasilij Iwanczuk (2719, 6 numer startowy), Michał Krasenkow (2702, nr 9), Nigel Short (2677, nr 13) i Ilia Smirin (2677, nr 14), natomiast w III – Péter Lékó (2743, nr 5), Rustam Kasimdżanow (2690, nr 10) i Zurab Azmaiparaszwili (2673, nr 16). Pozostali faworyci obronili swoje pozycje i do półfinałów awansowało trzech szachistów elity: Viswanathan Anand (2762, nr 1), Michael Adams (2755, nr 3) i Aleksiej Szyrow (2746, nr 4) oraz mało wówczas znany, zaledwie 17-letni rosyjski arcymistrz Aleksandr Griszczuk (2606, nr 46). Mecze półfinałowe zakończyły się zgodnie z oczekiwaniami: Anand pokonał Adamsa, a Szyrow – Griszczuka. Rozegrany w stolicy Iranu finałowy mecz o tytuł mistrza świata nie przyniósł spodziewanych emocji. Po pierwszej remisowej partii, Anand triumfował w trzech kolejnych i wygrał całe spotkanie w stosunku 3½ – ½, zdobywając tytuł mistrza świata.
W mistrzostwach wystartowało trzech Polaków: Michał Krasenkow (2702, nr 9), Bartłomiej Macieja (2536, nr 78), oraz Paweł Blehm (2510, nr 86). Najlepiej zaprezentował się Macieja, który po zwycięstwach nad Jonathanem Speelmanem (2623, nr 41), Michałem Krasenkowem, Aleksandrem Bielawskim (2659, nr 26) osiągnął jeden z największych sukcesów w swojej karierze, awansując do rundy IV (najlepszej 16 na świecie). W rundzie tej musiał jednak uznać wyższość zwycięzcy całych mistrzostw, Viswanathana Ananda. Pozostali Polacy nie zanotowali żadnych sukcesów: Blehm przegrał w I rundzie ze Symbatem Lyputianem, natomiast Krasenkow, startując jako zawodnik rozstawiony od II rundy – z Bartłomiejem Macieją.

## Szczegółowe wyniki

### I runda
| Andriej Charłow (Rosja) – Sune Berg Hansen (Dania) 1,5:0,5 Imad Hakki (Syria) – Utut Adianto (Indonezja) 0,5:1,5 Aleksiej Jermoliński (USA) – Mohamad Al-Modiahki (Katar) 1,5:0,5 Rusłan Ponomariow (Ukraina) – Đào Thiên Hải (Wietnam) 0,5:1,5 Aleksandar Wohl (Australia) – Aleksander Gałkin (Rosja) 0:2 Smbat Lputian (Armenia) – Paweł Blehm (Polska) 1,5:0,5 Wiktor Bołogan (Mołdawia) – Hannes Stefánsson (Islandia) 1,5:0,5 Dibyendu Barua (Indie) – Jewgienij Władimirow (Kazachstan) 0:2 Alexandre Lesiege (Kanada) – Rodrigo Vásquez (Chile) 2:0 Hichem Hamdouchi (Maroko) – Rafael Waganian (Armenia) 0:2 Jewgienij Agrest (Szwecja) – Aleksander Oniszczuk (Ukraina) 0,5:1,5 Władimir Małachow (Rosja) – Aloyzas Kveinys (Litwa) 2:0 Emil Sutowski (Izrael) – Igor-Alexandre Nataf (Francja) 0,5:1,5 Amon Simutowe (Zambia) – Krishnan Sasikiran (Indie) 0,5:1,5 Loek van Wely (Holandia) – Karen Asrian (Armenia) 1,5:0,5 Fabian Fiorito (Argentyna) – Joel Benjamin (USA) 0:2 Joël Lautier (Francja) – Rafael Leitao (Brazylia) 0,5:1,5 Aleksander Iwanow (USA) – Aleksiej Fiodorow (Białoruś) 1,5:0,5 | Grigorij Serper (USA) – Amir Bagheri (Iran) 1,5:0,5 Aleksander Czernin (Węgry) – Aleksander Utnasunow (Rosja) 1,5:0,5 Władysław Niewiedniczy (Rumunia) – Ibrahim Hasan Labib (Egipt) 1,5:0,5 Étienne Bacrot (Francja) – Michaił Ryczagow (Estonia) 3:1 Jonathan Speelman (Anglia) – Bartłomiej Macieja (Polska) 1,5:2,5 Abhijit Kunte (Indie) – Gilberto Milos (Brazylia) 1,5:2,5 Christopher Lutz (Niemcy) – Ehsan Ghaem Maghami (Iran) 2,5:1,5 Michele Godena (Włochy) – Viorel Iordăchescu (Mołdawia) 1,5:2,5 Darcy Lima (Brazylia) – Aleksandr Griszczuk (Rosja) 1,5:2,5 Aleksiej Biezgodow (Rosja) – Borys Gulko (USA) 1,5:2,5 Gilberto Hernández (Meksyk) – Jeroen Piket (Holandia) 1,5:2,5 Aleksandr Rustemow (Rosja) – Paweł Tregubow (Rosja) 2,5:3,5 Konstantin Sakajew (Rosja) – Siergiej Wołkow (Rosja) 2,5:3,5 Jesus Nogueiras (Kuba) – Jaan Ehlvest (Estonia) 2:4 Buenaventura Villamayor (Filipiny) – Artaszes Minasian (Armenia) 2:4 Ivan Zaja (Chorwacja) – Wołodymyr Bakłan (Ukraina) 2,5:3,5 Lew Psachis (Izrael) – Emir Dizdarević (Bośnia i Hercegowina) 3:4 Aleksiej Aleksandrow (Białoruś) – Fouad El Taher (Egipt) 4,5:3,5 |

### II runda
| Andriej Charłow (Rosja) – Weselin Topałow (Bułgaria) 0,5:1,5 Aleksiej Jermoliński (USA) – Xu Jun (Chiny) 1,5:0,5 Aleksander Gałkin (Rosja) – Aleksander Bielawski (Słowenia) 0,5:1,5 Smbat Lputian (Armenia) – Siergiej Rublewski (Rosja) 1,5:0,5 Wiktor Bołogan (Mołdawia) – Viswanathan Anand (Indie) 0,5:1,5 Władisław Tkaczow (Francja) – Alexandre Lesiege (Kanada) 1,5:0,5 Krishnan Sasikiran (Indie) – Loek van Wely (Holandia) 0:2 Joel Benjamin (USA) – Rafael Leitao (Brazylia) 0,5:1,5 Aleksander Iwanow (USA) – Grigorij Serper (USA) 0:2 Aleksander Morozewicz (Rosja) – Gilberto Milos (Brazylia) 2:0 Jeroen Piket (Holandia) – Władysław Niewiedniczy (Rumunia) 2:0 Siergiej Wołkow (Rosja) – Péter Lékó (Węgry) 0,5:1,5 Zurab Azmaiparaszwili (Gruzja) – Wołodymyr Bakłan (Ukraina) 1,5:0,5 Borys Gelfand (Izrael) – Emir Dizdarević (Bośnia i Hercegowina) 2:0 Władimir Akopian (Armenia) – Aleksiej Aleksandrow (Białoruś) 0,5:1,5 Utut Adianto (Indonezja) – Peng Xiaomin (Chiny) 1,5:2,5 | Đào Thiên Hải (Wietnam) – Michael Adams (Anglia) 1:3 Zoltán Almási (Węgry) – Jewgienij Władimirow (Kazachstan) 1,5:2,5 Aleksiej Szirow (Hiszpania) – Aleksander Oniszczuk (Ukraina) 2,5:1,5 Étienne Bacrot (Francja) – Piotr Swidler (Rosja) 1:3 Christopher Lutz (Niemcy) – Aleksandr Chalifman (Rosja) 1,5:2,5 Ilja Smirin (Izrael) – Aleksandr Griszczuk (Rosja) 1:3 Rustam Kasimdżanow (Uzbekistan) – Paweł Tregubow (Rosja) 2,5:1,5 Wasilij Iwanczuk (Ukraina) – Jaan Ehlvest (Estonia) 1,5:2,5 Michaił Gurewicz (Belgia) – Artaszes Minasian (Armenia) 2,5:1,5 Liviu-Dieter Nisipeanu (Rumunia) – Kirył Georgijew (Bułgaria) 2,5:3,5 Jewgienij Bariejew (Rosja) – Rafael Waganian (Armenia) 4:2 Władimir Małachow (Rosja) – Aleksiej Driejew (Rosja) 2:4 Igor-Alexandre Nataf (Francja) – Nigel Short (Anglia) 3,5:2,5 Siergiej Mowsesian (Czechy) – Viorel Iordăchescu (Mołdawia) 4:2 Borys Gulko (USA) – Aleksander Czernin (Węgry) 3,5:2,5 Michaił Krasenkow (Polska) – Bartłomiej Macieja (Polska) 4,5:5,5 |

### III runda
| Smbat Lputian (Armenia) – Viswanathan Anand (Indie) 0,5:1,5 Borys Gelfand (Izrael) – Jeroen Piket (Holandia) 1,5:0,5 Aleksander Morozewicz (Rosja) – Jewgienij Władimirow (Kazachstan) 1,5:0,5 Aleksandr Griszczuk – Grigorij Serper (USA) 1,5:0,5 Kirył Georgijew (Bułgaria) – Weselin Topałow (Bułgaria) 0,5:1,5 Jewgienij Bariejew (Rosja) – Aleksiej Aleksandrow (Białoruś) 2:0 Loek van Wely (Holandia) – Aleksiej Driejew (Rosja) 0,5:1,5 Rafael Leitao (Brazylia) – Igor-Alexandre Nataf (Francja) 1,5:0,5 | Zurab Azmaiparaszwili (Gruzja) – Borys Gulko (USA) 0,5:1,5 Aleksiej Jermoliński (USA) – Michael Adams (Anglia) 1:3 Peng Xiaomin (Chiny) – Piotr Swidler (Rosja) 1,5:2,5 Rustam Kasimdżanow (Uzbekistan) – Władisław Tkaczow (Francja) 1,5:2,5 Aleksander Bielawski (Słowenia) – Bartłomiej Macieja (Polska) 1:3 Aleksiej Szirow (Hiszpania) – Michaił Gurewicz (Belgia) 3,5:2,5 Jaan Ehlvest (Estonia) – Siergiej Mowsesian (Czechy) 4:2 Péter Lékó (Węgry) – Aleksandr Chalifman (Rosja) 3,5:4,5 |

### Od IV rundy do finału
|  |                     |                     |                     |                     |    |                     |                     |             |  |  |          |          |          |  |  |       |       |       |
|  | 1/8 finału          | 1/8 finału          | 1/8 finału          |                     |    | Ćwierćfinał         | Ćwierćfinał         | Ćwierćfinał |  |  | Półfinał | Półfinał | Półfinał |  |  | Finał | Finał | Finał |
|  | 1/8 finału          | 1/8 finału          | 1/8 finału          |                     |    | Ćwierćfinał         | Ćwierćfinał         | Ćwierćfinał |  |  | Półfinał | Półfinał | Półfinał |  |  | Finał | Finał | Finał |
|  |                     |                     |                     |                     |    |                     |                     |             |  |  |          |          |          |  |  |       |       |       |
|  |                     |                     |                     |                     |    |                     |                     |             |  |  |          |          |          |  |  |       |       |       |
|  | Viswanathan Anand   | Viswanathan Anand   | 1½                  |                     |    |                     |                     |             |  |  |          |          |          |  |  |       |       |       |
|  | Viswanathan Anand   | Viswanathan Anand   | 1½                  |                     |    |                     |                     |             |  |  |          |          |          |  |  |       |       |       |
|  | Bartłomiej Macieja  | Bartłomiej Macieja  | ½                   |                     |    |                     |                     |             |  |  |          |          |          |  |  |       |       |       |
|  | Bartłomiej Macieja  | Bartłomiej Macieja  | ½                   |                     |    | Viswanathan Anand   | Viswanathan Anand   | 3½          |  |  |          |          |          |  |  |       |       |       |
|  |                     |                     |                     |                     |    | Viswanathan Anand   | Viswanathan Anand   | 3½          |  |  |          |          |          |  |  |       |       |       |
|  |                     |                     | Aleksandr Chalifman | Aleksandr Chalifman | 2½ |                     |                     |             |  |  |          |          |          |  |  |       |       |       |
|  | Aleksandr Chalifman | Aleksandr Chalifman | Aleksandr Chalifman | Aleksandr Chalifman | 2½ | 1½                  |                     |             |  |  |          |          |          |  |  |       |       |       |
|  | Aleksandr Chalifman | Aleksandr Chalifman |                     |                     |    |                     |                     |             |  |  |          |          |          |  |  |       |       |       |
|  | Rafael Leitao       | Rafael Leitao       | ½                   |                     |    |                     |                     |             |  |  |          |          |          |  |  |       |       |       |
|  | Rafael Leitao       | Rafael Leitao       | ½                   |                     |    | Viswanathan Anand   | Viswanathan Anand   | 2½          |  |  |          |          |          |  |  |       |       |       |
|  |                     |                     |                     |                     |    |                     |                     |             |  |  |          |          |          |  |  |       |       |       |
|  |                     |                     | Michael Adams       | Michael Adams       | 1½ |                     |                     |             |  |  |          |          |          |  |  |       |       |       |
|  | Michael Adams       | Michael Adams       | Michael Adams       | Michael Adams       | 1½ | 2½                  |                     |             |  |  |          |          |          |  |  |       |       |       |
|  | Michael Adams       | Michael Adams       |                     |                     |    |                     |                     |             |  |  |          |          |          |  |  |       |       |       |
|  | Piotr Swidler       | Piotr Swidler       | 1½                  |                     |    |                     |                     |             |  |  |          |          |          |  |  |       |       |       |
|  | Piotr Swidler       | Piotr Swidler       | 1½                  |                     |    | Michael Adams       | Michael Adams       | 1½          |  |  |          |          |          |  |  |       |       |       |
|  |                     |                     |                     |                     |    | Michael Adams       | Michael Adams       | 1½          |  |  |          |          |          |  |  |       |       |       |
|  |                     |                     | Weselin Topałow     | Weselin Topałow     | ½  |                     |                     |             |  |  |          |          |          |  |  |       |       |       |
|  | Weselin Topałow     | Weselin Topałow     | Weselin Topałow     | Weselin Topałow     | ½  | 4                   |                     |             |  |  |          |          |          |  |  |       |       |       |
|  | Weselin Topałow     | Weselin Topałow     |                     |                     |    |                     |                     |             |  |  |          |          |          |  |  |       |       |       |
|  | Aleksiej Driejew    | Aleksiej Driejew    | 2                   |                     |    |                     |                     |             |  |  |          |          |          |  |  |       |       |       |
|  | Aleksiej Driejew    | Aleksiej Driejew    | 2                   |                     |    | Viswanathan Anand   | Viswanathan Anand   | 3½          |  |  |          |          |          |  |  |       |       |       |
|  |                     |                     |                     |                     |    |                     |                     |             |  |  |          |          |          |  |  |       |       |       |
|  |                     |                     | Aleksiej Szyrow     | Aleksiej Szyrow     | ½  |                     |                     |             |  |  |          |          |          |  |  |       |       |       |
|  | Aleks. Morozewicz   | Aleks. Morozewicz   | Aleksiej Szyrow     | Aleksiej Szyrow     | ½  | ½                   |                     |             |  |  |          |          |          |  |  |       |       |       |
|  | Aleks. Morozewicz   | Aleks. Morozewicz   |                     |                     |    |                     |                     |             |  |  |          |          |          |  |  |       |       |       |
|  | Władisław Tkaczow   | Władisław Tkaczow   | 1½                  |                     |    |                     |                     |             |  |  |          |          |          |  |  |       |       |       |
|  | Władisław Tkaczow   | Władisław Tkaczow   | 1½                  |                     |    | Władisław Tkaczow   | Władisław Tkaczow   | 1½          |  |  |          |          |          |  |  |       |       |       |
|  |                     |                     |                     |                     |    | Władisław Tkaczow   | Władisław Tkaczow   | 1½          |  |  |          |          |          |  |  |       |       |       |
|  |                     |                     | Aleksandr Griszczuk | Aleksandr Griszczuk | 2½ |                     |                     |             |  |  |          |          |          |  |  |       |       |       |
|  | Jaan Ehlvest        | Jaan Ehlvest        | Aleksandr Griszczuk | Aleksandr Griszczuk | 2½ | 1½                  |                     |             |  |  |          |          |          |  |  |       |       |       |
|  | Jaan Ehlvest        | Jaan Ehlvest        |                     |                     |    |                     |                     |             |  |  |          |          |          |  |  |       |       |       |
|  | Aleksandr Griszczuk | Aleksandr Griszczuk | 2½                  |                     |    |                     |                     |             |  |  |          |          |          |  |  |       |       |       |
|  | Aleksandr Griszczuk | Aleksandr Griszczuk | 2½                  |                     |    | Aleksandr Griszczuk | Aleksandr Griszczuk | 1½          |  |  |          |          |          |  |  |       |       |       |
|  |                     |                     |                     |                     |    |                     |                     |             |  |  |          |          |          |  |  |       |       |       |
|  |                     |                     | Aleksiej Szyrow     | Aleksiej Szyrow     | 2½ |                     |                     |             |  |  |          |          |          |  |  |       |       |       |
|  | Aleksiej Szyrow     | Aleksiej Szyrow     | Aleksiej Szyrow     | Aleksiej Szyrow     | 2½ | 2½                  |                     |             |  |  |          |          |          |  |  |       |       |       |
|  | Aleksiej Szyrow     | Aleksiej Szyrow     |                     |                     |    |                     |                     |             |  |  |          |          |          |  |  |       |       |       |
|  | Borys Gelfand       | Borys Gelfand       | 1½                  |                     |    |                     |                     |             |  |  |          |          |          |  |  |       |       |       |
|  | Borys Gelfand       | Borys Gelfand       | 1½                  |                     |    | Aleksiej Szyrow     | Aleksiej Szyrow     | 2½          |  |  |          |          |          |  |  |       |       |       |
|  |                     |                     |                     |                     |    | Aleksiej Szyrow     | Aleksiej Szyrow     | 2½          |  |  |          |          |          |  |  |       |       |       |
|  |                     |                     | Jewgienij Bariejew  | Jewgienij Bariejew  | 1½ |                     |                     |             |  |  |          |          |          |  |  |       |       |       |
|  | Jewgienij Bariejew  | Jewgienij Bariejew  | Jewgienij Bariejew  | Jewgienij Bariejew  | 1½ | 2½                  |                     |             |  |  |          |          |          |  |  |       |       |       |
|  | Jewgienij Bariejew  | Jewgienij Bariejew  |                     |                     |    |                     |                     |             |  |  |          |          |          |  |  |       |       |       |
|  | Boris Gulko         | Boris Gulko         | 1½                  |                     |    |                     |                     |             |  |  |          |          |          |  |  |       |       |       |
|  | Boris Gulko         | Boris Gulko         | 1½                  |                     |    |                     |                     |             |  |  |          |          |          |  |  |       |       |       |